# Holcobius haleakalae
Holcobius haleakalae är en skalbaggsart som beskrevs av Perkins 1910. Holcobius haleakalae ingår i släktet Holcobius och familjen trägnagare.

## Underarter
Arten delas in i följande underarter:
- H. h. haleakalae
- H. h. chrysodytus